# Marina Barrage
Le Marina Barrage est un barrage à Singapour construit au confluent de cinq rivières, à travers Marina channel, entre Marina East et Marina South. D'abord conceptualisé en 1987 par Lee Kuan Yew, la construction du barrage commença le 22 mars 2005 ; le quinzième réservoir de Singapour fut officiellement ouvert le 31 octobre 2008. Il fournit des services de stockage de l'eau, de contrôle des inondations et de loisirs. En 2009, il a remporté un Superior Achievement Award de l'American Academy of Environmental Engineers.

## Objectif
Le projet de 3 milliards de dollars singapouriens transforme Marina Bay et Kallang Basin en un nouveau réservoir d'eau douce du centre-ville. Il fournit approvisionnement en eau, contrôle des inondations et une nouvelle attraction.
En repoussant l'eau de mer, le barrage forme le 15e réservoir de Singapour et le premier réservoir de la ville. Marina Reservoir, ainsi que les futurs réservoirs de Punggol et Serangoon, augmenteront les captages d'eau de Singapour d'un sixième de la superficie totale de Singapour.
Marina Barrage agit également comme une barrière contre les marées pour empêcher l'eau de mer d'entrer, contribuant ainsi à atténuer les inondations dans les zones basses de la ville telles que Chinatown, Jalan Besar et Geylang .
Lorsqu'il pleut abondamment à marée basse, les vannes de déversoir du barrage seront abaissées pour libérer l'excès d'eau du réservoir côtier dans la mer. Si de fortes pluies tombent à marée haute, les vannes de déversoir demeurent fermées et des pompes de drainage géantes (fabriquées par Nijhuis Pumps, Winterswijk aux Pays-Bas) sont activées pour pomper l'excès d'eau vers la mer.
Comme l'eau du bassin de la marina n'est pas affectée par les marées, le niveau d'eau sera maintenu constant, ce qui le rend idéal pour toutes sortes d'activités de loisirs telles que la navigation de plaisance, la planche à voile, le kayak et le dragonboating.

## Impact
La construction du barrage de la marina a nécessité le déplacement de la jetée de Clifford de Collyer Quay à Marina South (Marina South Pier).
Le barrage s'est avéré être une attraction touristique. Marina Barrage est ouvert 24h/ 24 et 7j/7. Le comptoir d'information est ouvert de 9h00 à 21h00 tous les jours. Des visites pour une capacité maximale de 80 personnes au centre d'accueil peuvent être organisées avant l'arrivée.
À partir de 2012, il a accueilli le festival de cosplay EOY Cosplay Festival .

## Récompenses
Le barrage de la marina a reçu le Superior Achievement Award - la plus haute distinction du concours pour le meilleur projet - lors du déjeuner annuel de remise des prix AAEE tenu à Washington, DC, États-Unis, le 6 mai 2009. Le Marina Barrage a battu 33 autres entrées pour remporter le premier prix du concours de cette année organisé par l' American Academy of Environmental Engineers (en) (AAEE), devenant ainsi le deuxième projet en dehors des États-Unis à remporter le prix, au cours de la dernière décennie.

## Galerie

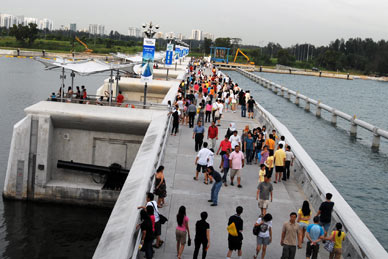
Le pont de la marina
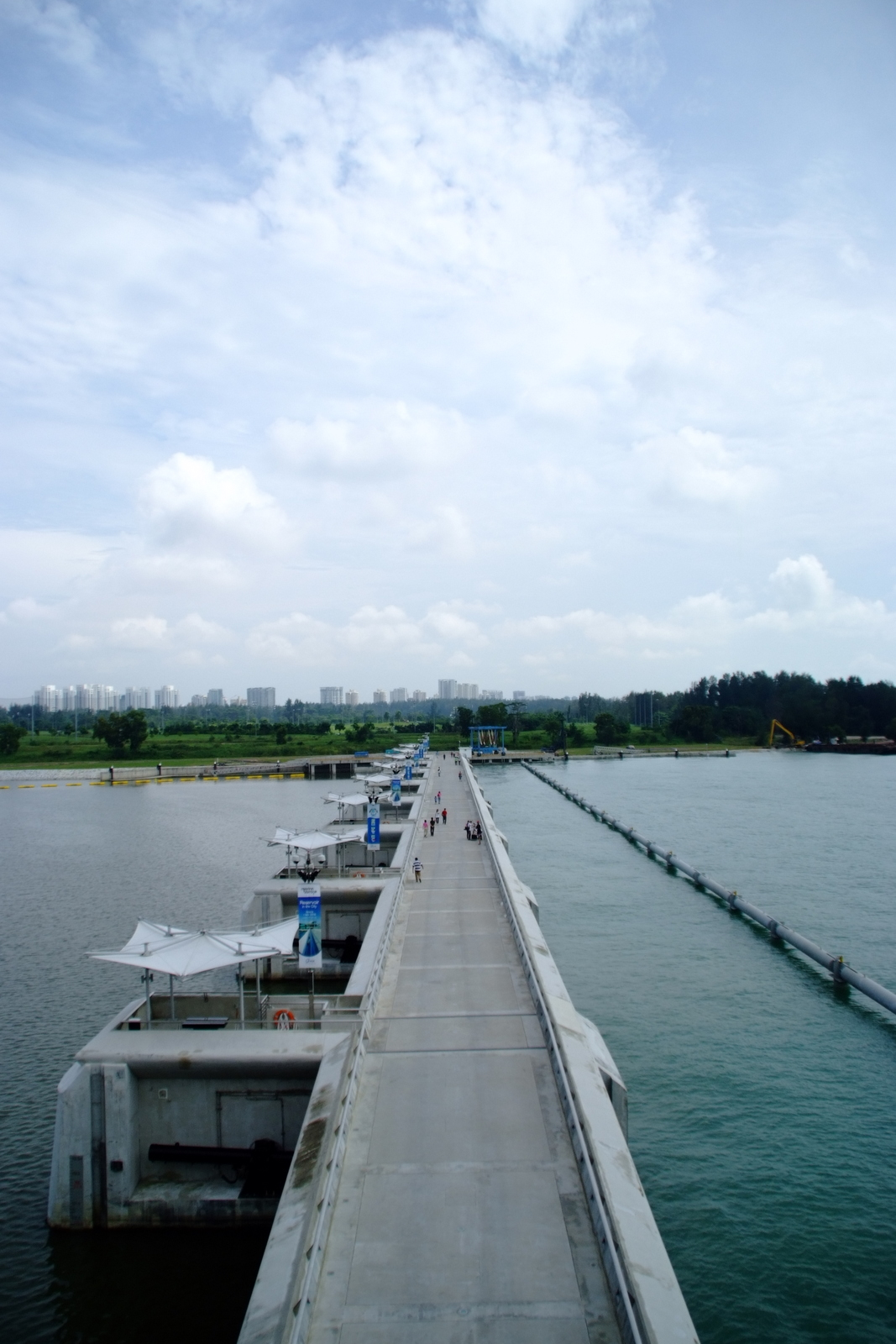
Le pont contient les portes qui contrôlent le débit d'eau
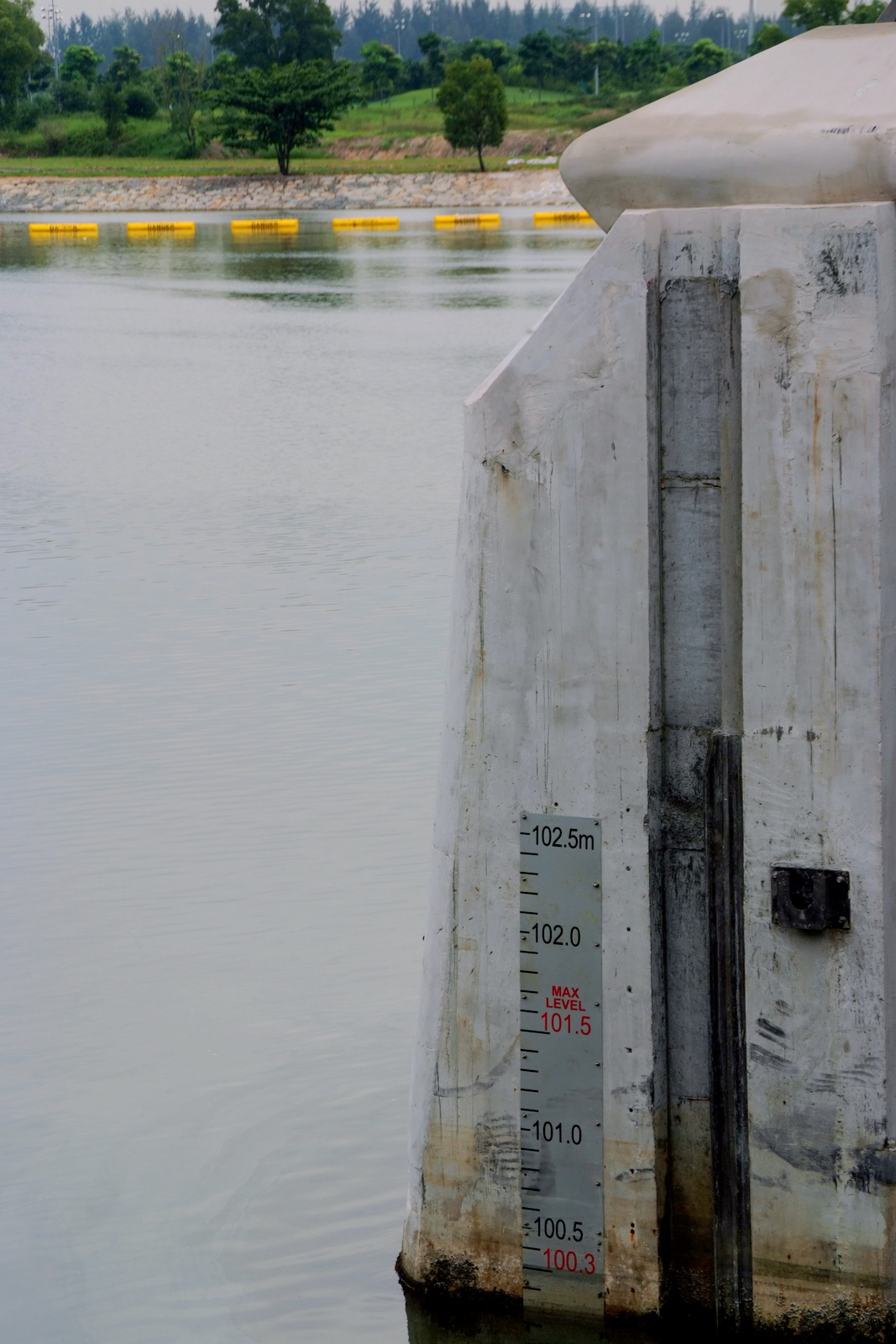
Marquages de profondeur présents sur les piliers d'observation
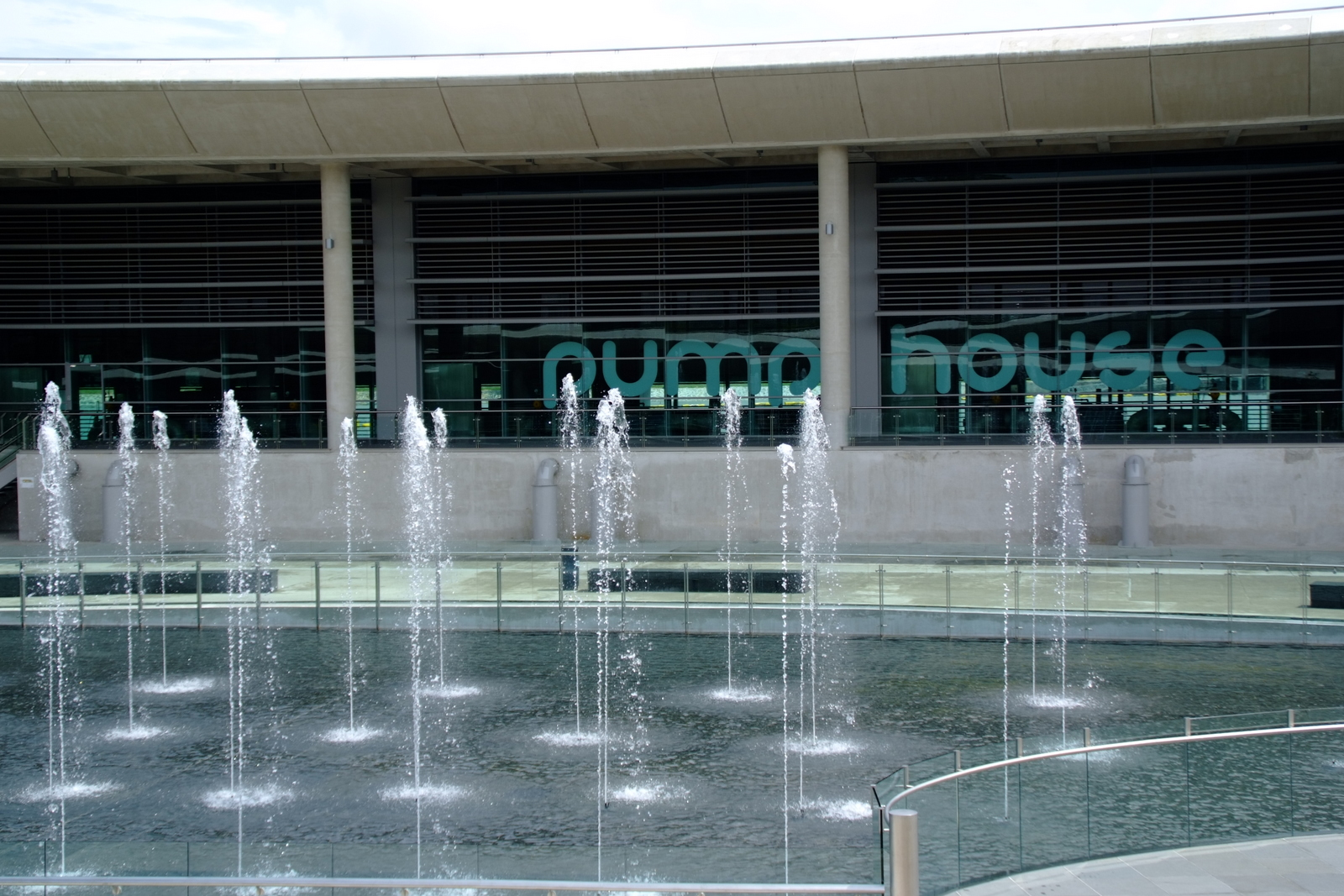
La Pump House en arrière-plan contient les sept pompes à eau massives
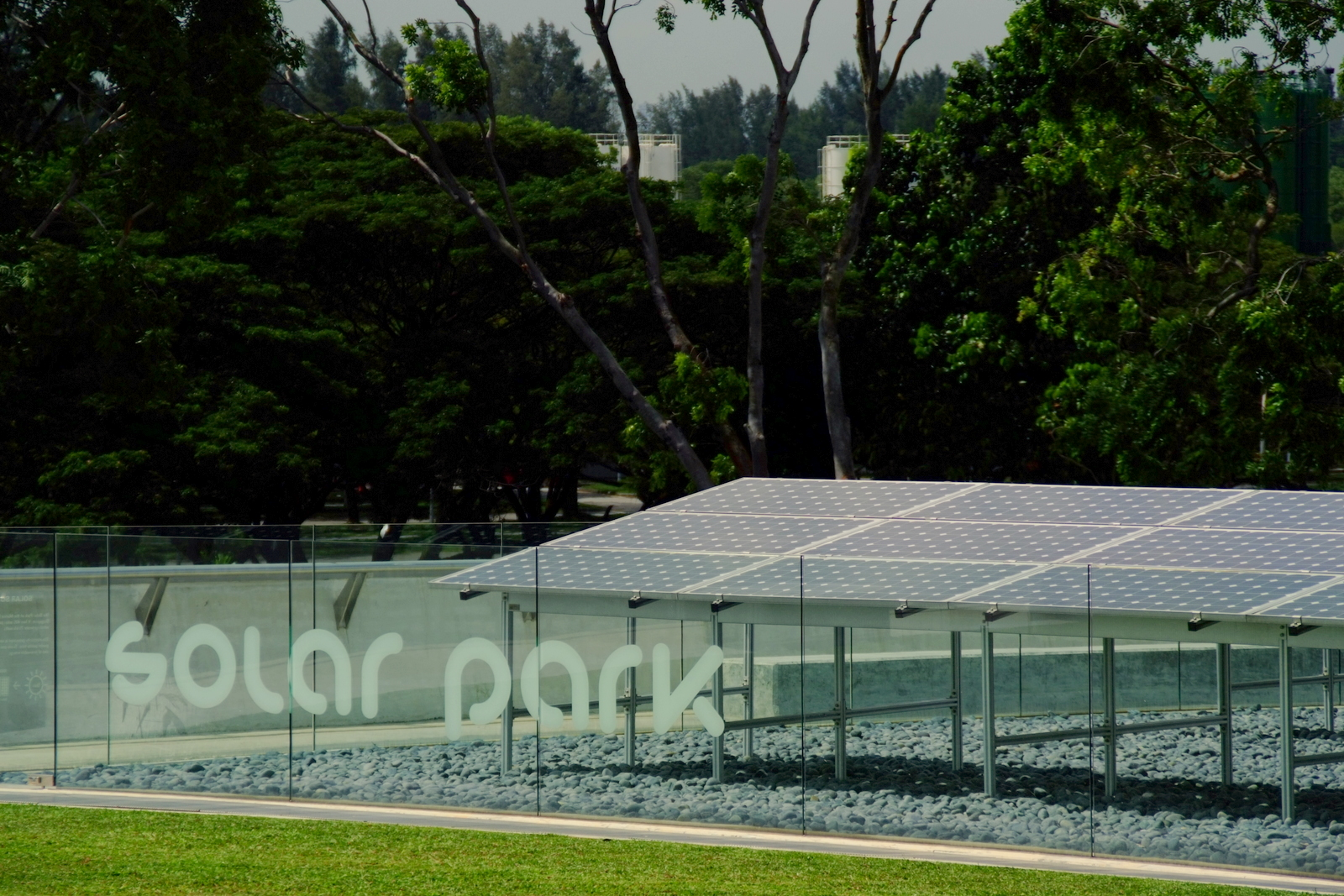
Le parc solaire qui fournit une alimentation électrique supplémentaire pour le site
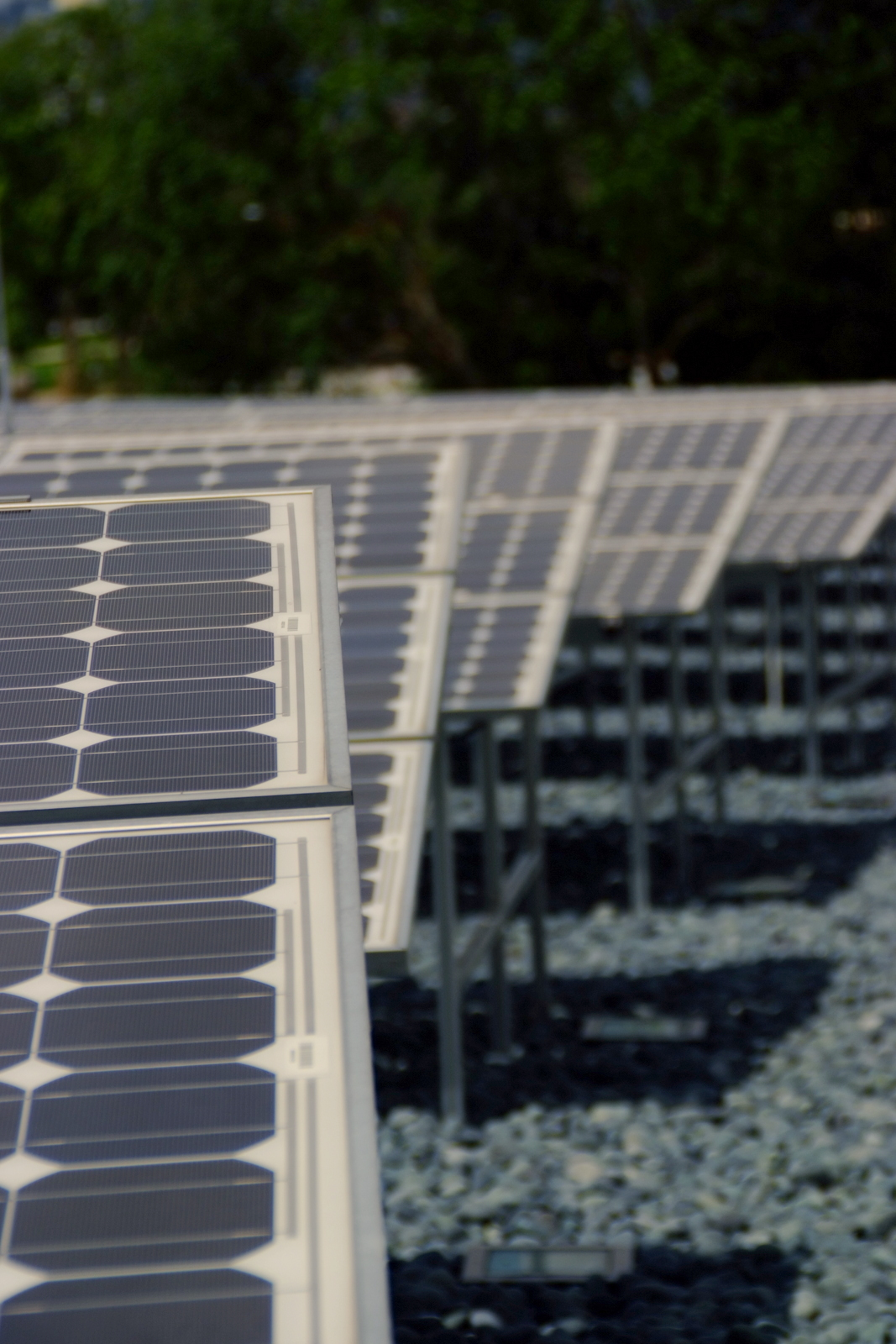
Les panneaux solaires du parc solaire
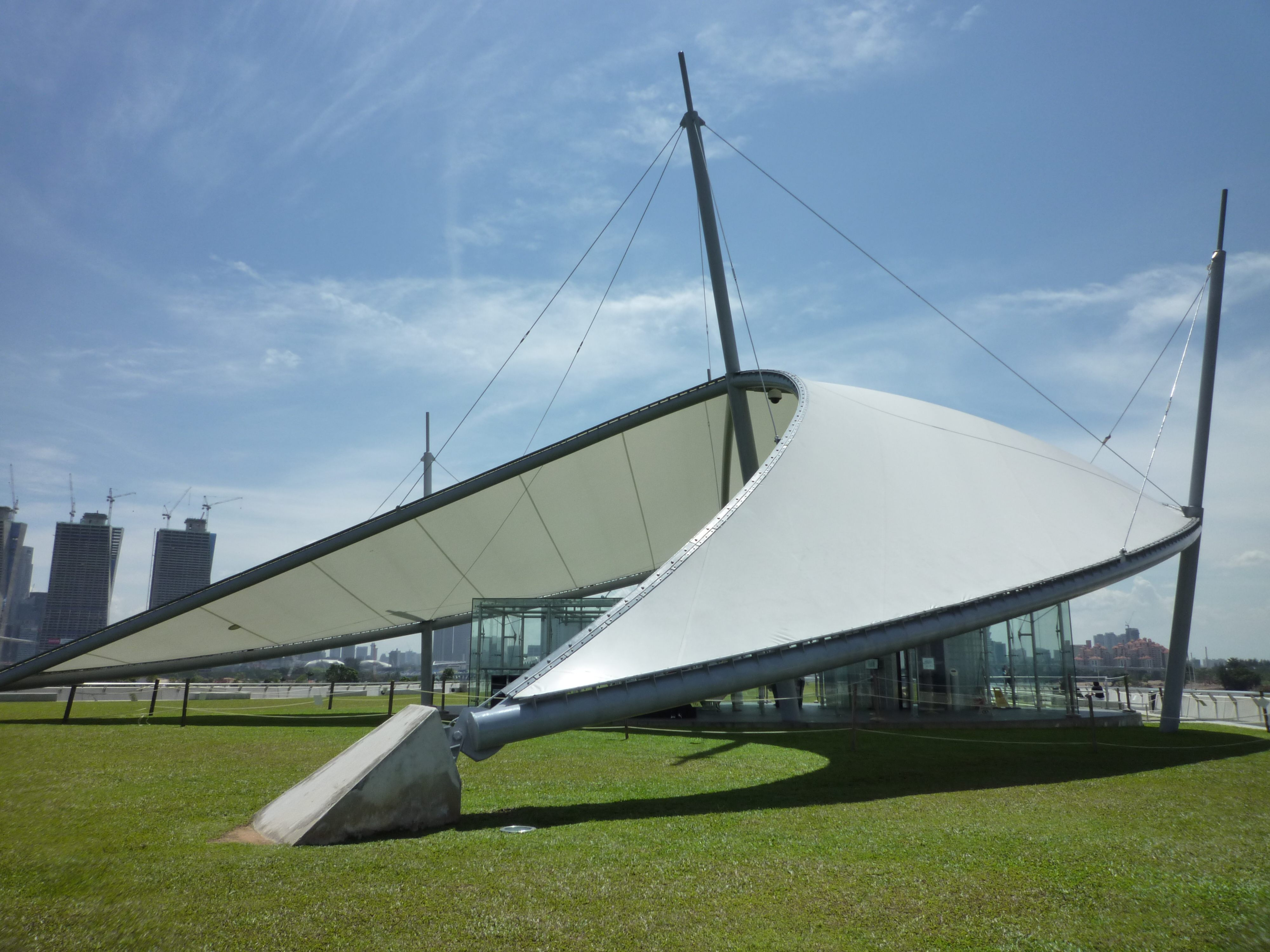
Le toit vert
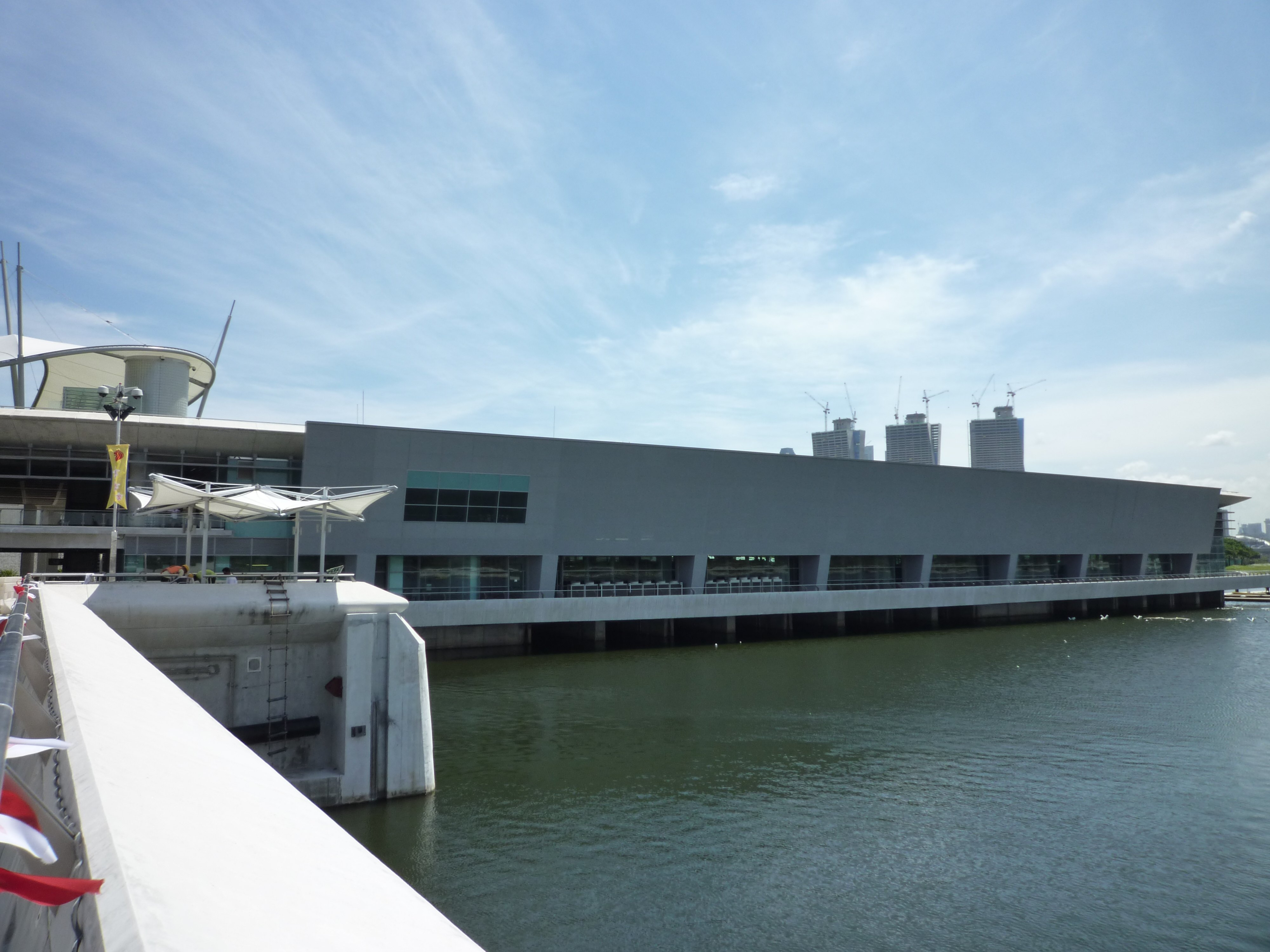
La maison des pompes
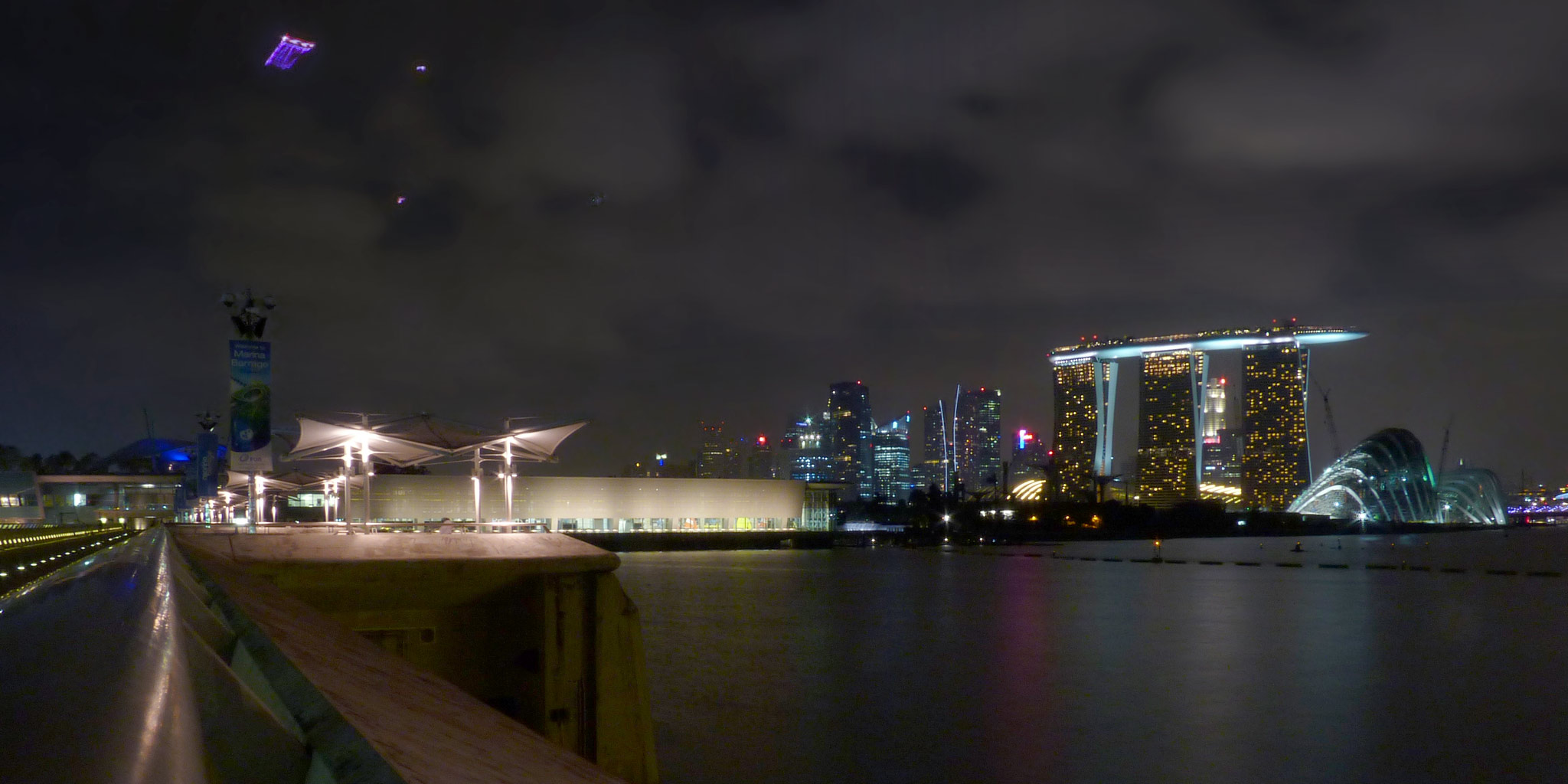
Marina Barrage vue de son extrémité est.
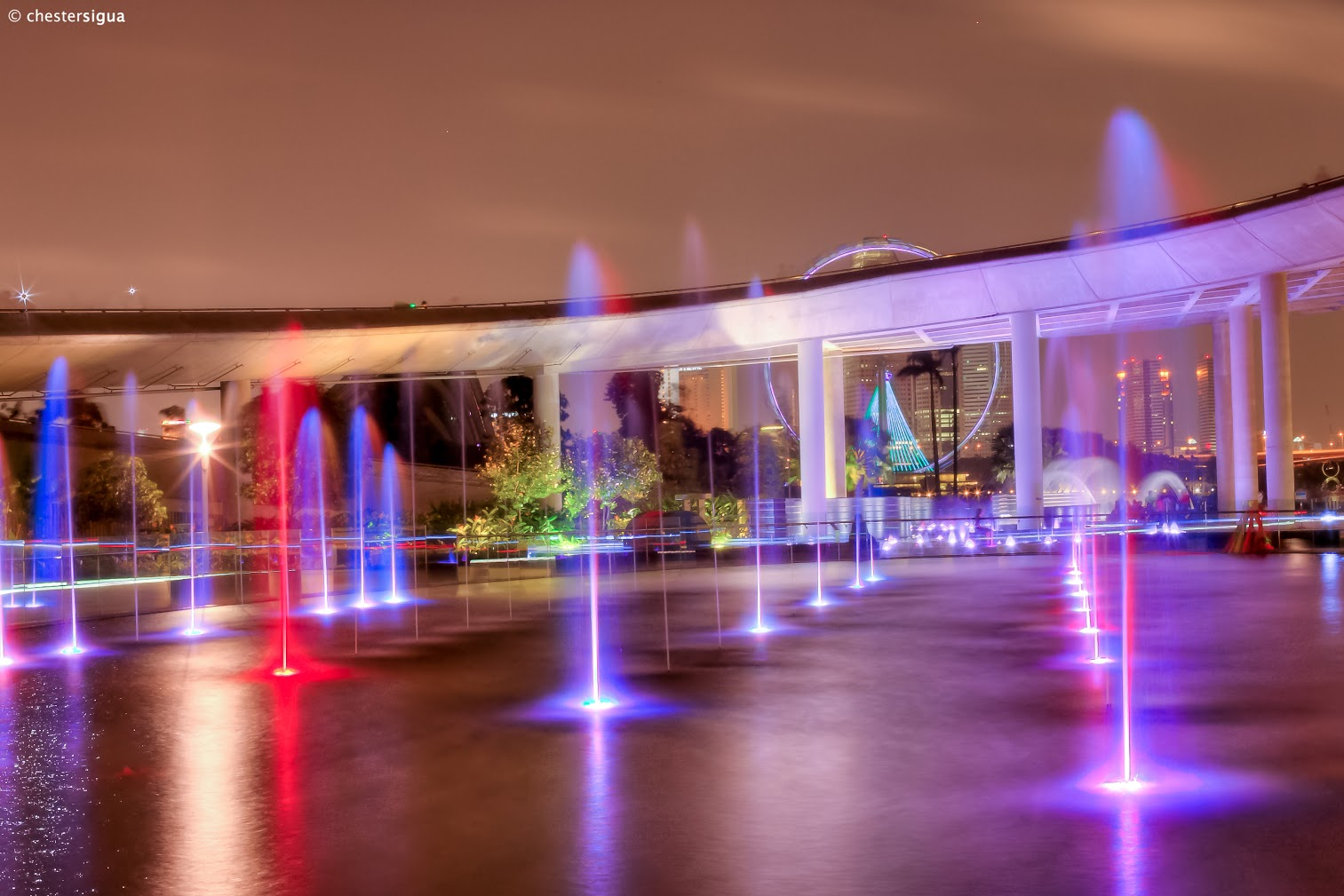
Fontaines au barrage de Marina Barrage la nuit.
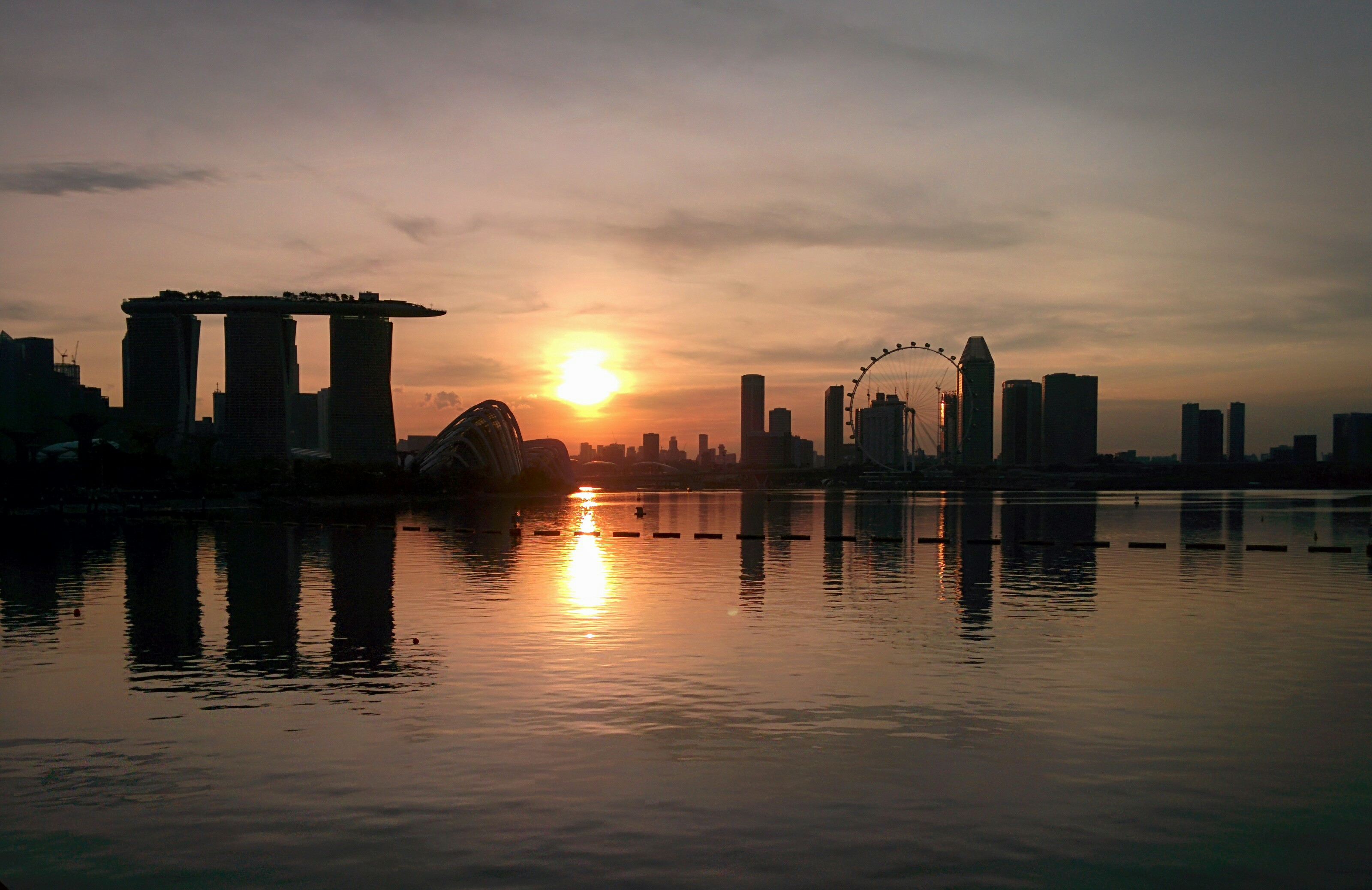
Singapour CBD Sunset de Marina Barrage